# 松野輝洋
松野 輝洋（まつの てるひろ、1942年〈昭和17年〉1月27日 - ）は、日本の元アナウンサー、政治家。元静岡県藤枝市長（2期）。

## 略歴
1964年（昭和39年）、日本大学芸術学部卒業し、静岡新聞に入社し記者となる。1967年（昭和42年）、静岡放送へ出向・移動し、アナウンサー、記者を歴任。主としてSBSテレビ夕刊等報道・スポーツ中継に出演した。1997年（平成9年）、静岡新聞・SBSグループのシティエフエム静岡に出向し、代表取締役専務となる。

### 2000年藤枝市長選挙
藤枝市長選挙に立候補して、前の市助役や元市議など新人3人を破って初当選を果たした。
※当日有権者数：-人 最終投票率：63.01%（前回比：-pts）
| 候補者名 | 年齢 | 所属党派 | 新旧別 | 得票数   | 得票率 | 推薦・支持 |
| -------- | ---- | -------- | ------ | -------- | ------ | ---------- |
| 松野輝洋 | 58   | -        | 新     | 30,094票 | 48.2%  | -          |
| 秋山一男 | 64   | -        | 新     | 21,812票 | 35.0%  | -          |
| 浅羽広告 | 65   | -        | 新     | 6,136票  | 9.8%   | -          |
| 後藤彰   | 62   | -        | 新     | 4,336票  | 7.0%   | -          |

6月20日に就任した。

### 2004年藤枝市長選挙
新人との一騎打ちとなったが、これを破って再選を果たした。
※当日有権者数：102,826人 最終投票率：47.35%（前回比： 15.66pts）
| 候補者名 | 年齢 | 所属党派 | 新旧別 | 得票数   | 得票率 | 推薦・支持 |
| -------- | ---- | -------- | ------ | -------- | ------ | ---------- |
| 松野輝洋 | 62   | 無所属   | 現     | 37,501票 | 78.5%  | -          |
| 臼井勝夫 | 66   | 無所属   | 新     | 10,290票 | 21.5%  | -          |

### 2008年藤枝市長選挙
3選を目指して立候補したが、北村正平に敗れて落選した。
※当日有権者数：104,523人 最終投票率：58.13%（前回比： 10.78pts）
| 候補者名 | 年齢 | 所属党派 | 新旧別 | 得票数   | 得票率 | 推薦・支持 |
| -------- | ---- | -------- | ------ | -------- | ------ | ---------- |
| 北村正平 | 61   | 無所属   | 新     | 36,322票 | 60.3%  | -          |
| 松野輝洋 | 66   | 無所属   | 現     | 23,908票 | 39.7%  | -          |

6月19日に退任した。

## 栄典
- 2019年（平成31年） - 旭日双光章[8]